# Anna Gyarmati
Anna Gyarmati (Eger, 6 gennaio 1993) è un'ex snowboarder ungherese.

## Palmarès

### Mondiali juniores
- 1 medaglia:
  - 1 oro (slopestyle a Chiesa in Valmalenco 2011)

### Coppa del Mondo
- Miglior piazzamento nella Coppa del Mondo generale di freestyle: 15ª nel 2015
- Miglior piazzamento nella Coppa del Mondo di slopestyle: 6ª nel 2014 e nel 2016
- Miglior piazzamento nella Coppa del Mondo di big air: 12ª nel 2015
- 1 podio:
  - 1 vittoria

#### Coppa del Mondo - vittorie
| Data            | Località         | Paese       | Specialità |
| --------------- | ---------------- | ----------- | ---------- |
| 21 gennaio 2016 | Mammoth Mountain | Stati Uniti | SBS        |

Legenda:

SBS = Slopestyle